# Patima minor
Patima minor är en måreväxtart som beskrevs av Charlotte M. Taylor. Patima minor ingår i släktet Patima och familjen måreväxter. Inga underarter finns listade i Catalogue of Life.